# Eßweiler
Eßweiler [ˈɛsvaɪlɐ] ist eine Ortsgemeinde im Landkreis Kusel in Rheinland-Pfalz und gehört der Verbandsgemeinde Lauterecken-Wolfstein an.
Eßweiler wurde 1296 erstmals urkundlich erwähnt und war Namensgeber des mittelalterlichen Verwaltungskomplexes Eßweiler Tal. Um 1300 wurde die Sprengelburg errichtet, deren Ruine seit 1983 als Baudenkmal ausgewiesen ist. Im 19. Jahrhundert war Eßweiler einer der Hauptorte des Westpfälzer Wandermusikantentums, etwa 300 Musikanten kamen aus dem Ort. Heute ist Eßweiler eine reine Wohngemeinde, ein Großteil der rund 400 Einwohner arbeitet in den umliegenden Städten. Der Luftsportverein Eßweiler betreibt hier ein Segelfluggelände.

## Geographie

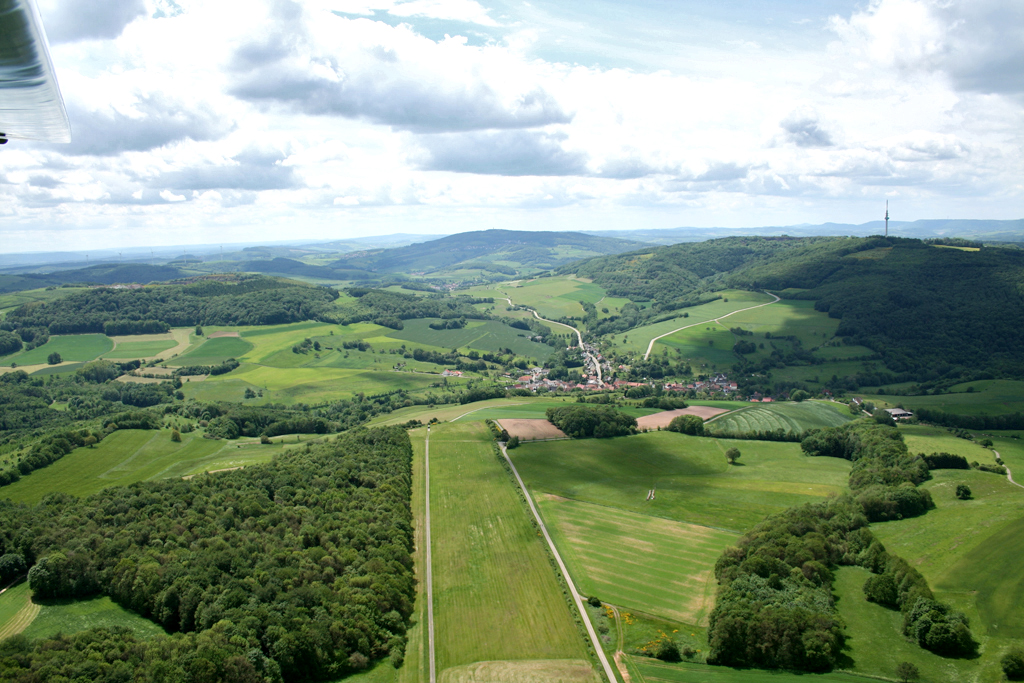
Eßweiler aus der Luft

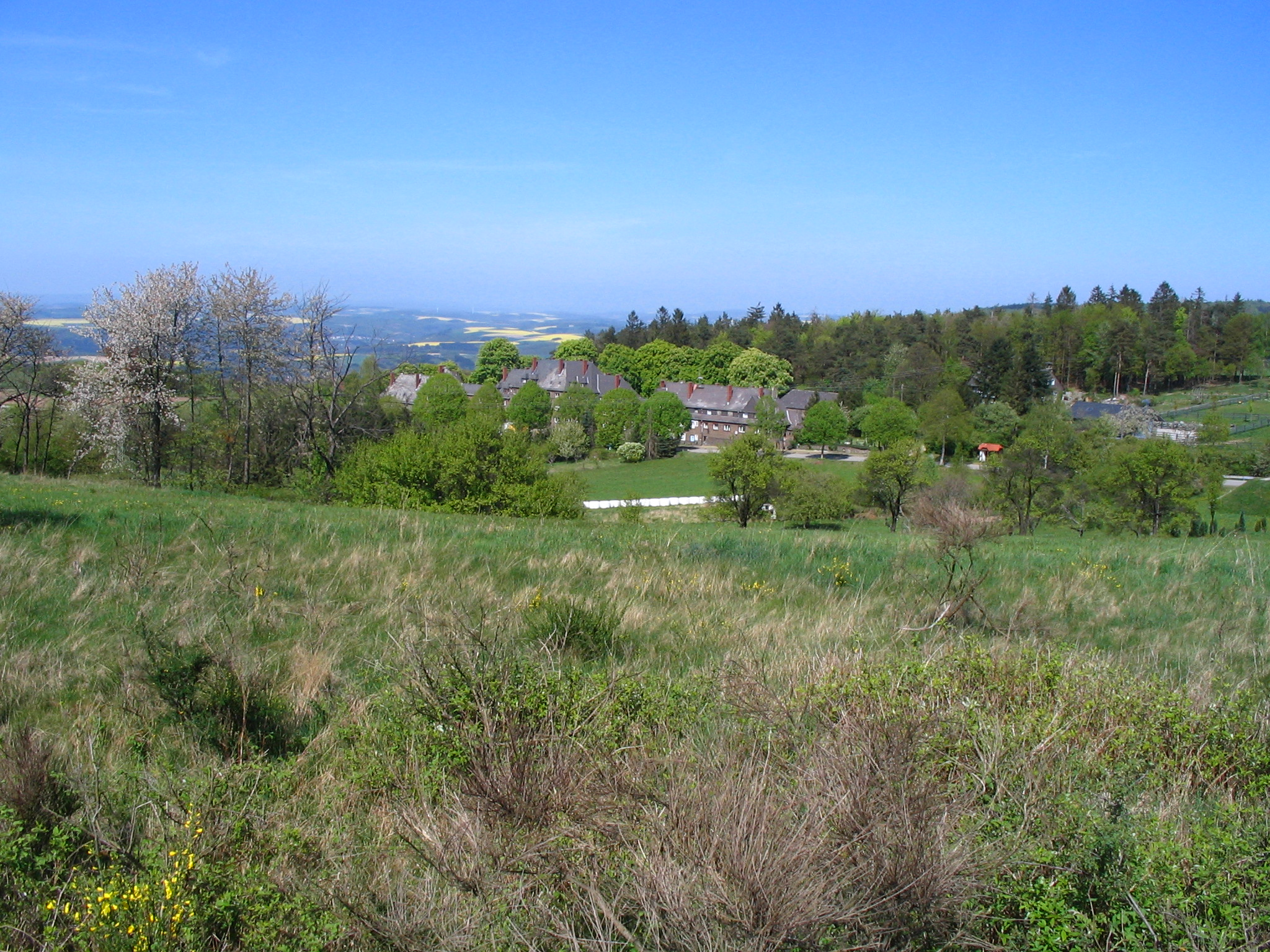
Die „Kolonie“ auf dem Schneeweiderhof

Eßweiler hat eine Fläche von 8,1 Quadratkilometer. 39,5 % der Gemarkung werden landwirtschaftlich genutzt, 13,9 % sind Siedlungs- und Verkehrsflächen, 46,1 % sind Wald und 0,5 % Wasserflächen. Der Ort liegt ca. 25 Kilometer nördlich von Kaiserslautern, ca. 15 Kilometer östlich von Kusel und etwa vier Kilometer westlich von Wolfstein am Fuß des Königsberges. In der Ortsmitte vereinigen sich der Breitenbach und der Jettenbach zum Talbach, der in Offenbach-Hundheim in den Glan mündet. Rund um Eßweiler liegen einige der höchsten Berge des Landkreises Kusel: der Königsberg (568 m), der Selberg (546 m), der Potschberg (498 m), der Bornberg (520 m) und der Herrmannsberg (536 m).
Zu Eßweiler gehören auch die Wohnplätze Königsbergerhof, Oberste Mühle und Schneeweiderhof.

## Geschichte
Der Ursprung des Namens soll ein „Weiler des Ezzo (oder Azzo)“ sein. Ursprünglich lag der Ort am Königsberg in der heutigen Gewanne Kirchwiese, in früherer Zeit wurden dort auch noch Mauerreste gefunden. Die zum heutigen Zeitpunkt erste bekannte Erwähnung Eßweilers ist ein Dokument der Grafen von Zweibrücken von 1296, in dem der Ort als Esewilr erwähnt wird. Doch schon vorher war die Gegend besiedelt:

### Bis zur Römerzeit
Auf den Gemarkungen von Eßweiler und Rothselberg wurden mehrere steinzeitliche Funde gemacht. Später siedelten hier Kelten und Römer. 1904 wurde ein silberner Löffel, verziert mit Tauben, Trauben und Weinlaub und der Inschrift „Lucilianae vivas“ gefunden. Der Ursprung ist römisch, etwa aus dem 4. Jahrhundert. Der Löffel befindet sich heute im Historischen Museum der Pfalz in Speyer. Am Trautmannsberg wurden 2002/2003 durch Mitarbeiter des Amtes für archäologische Denkmalpflege Grabungen zur Sichtung und Sicherung eines römischen Gutshofes durchgeführt. Unmittelbar daneben wurden dabei Keramikfunde und Vorratsgruben aus vorkeltischer Zeit (etwa um 800 v. Chr.) freigelegt. Auf dem Potschberg wurden zu Anfang des 20. Jahrhunderts die Gebäudereste eines römischen Bergheiligtums gefunden.

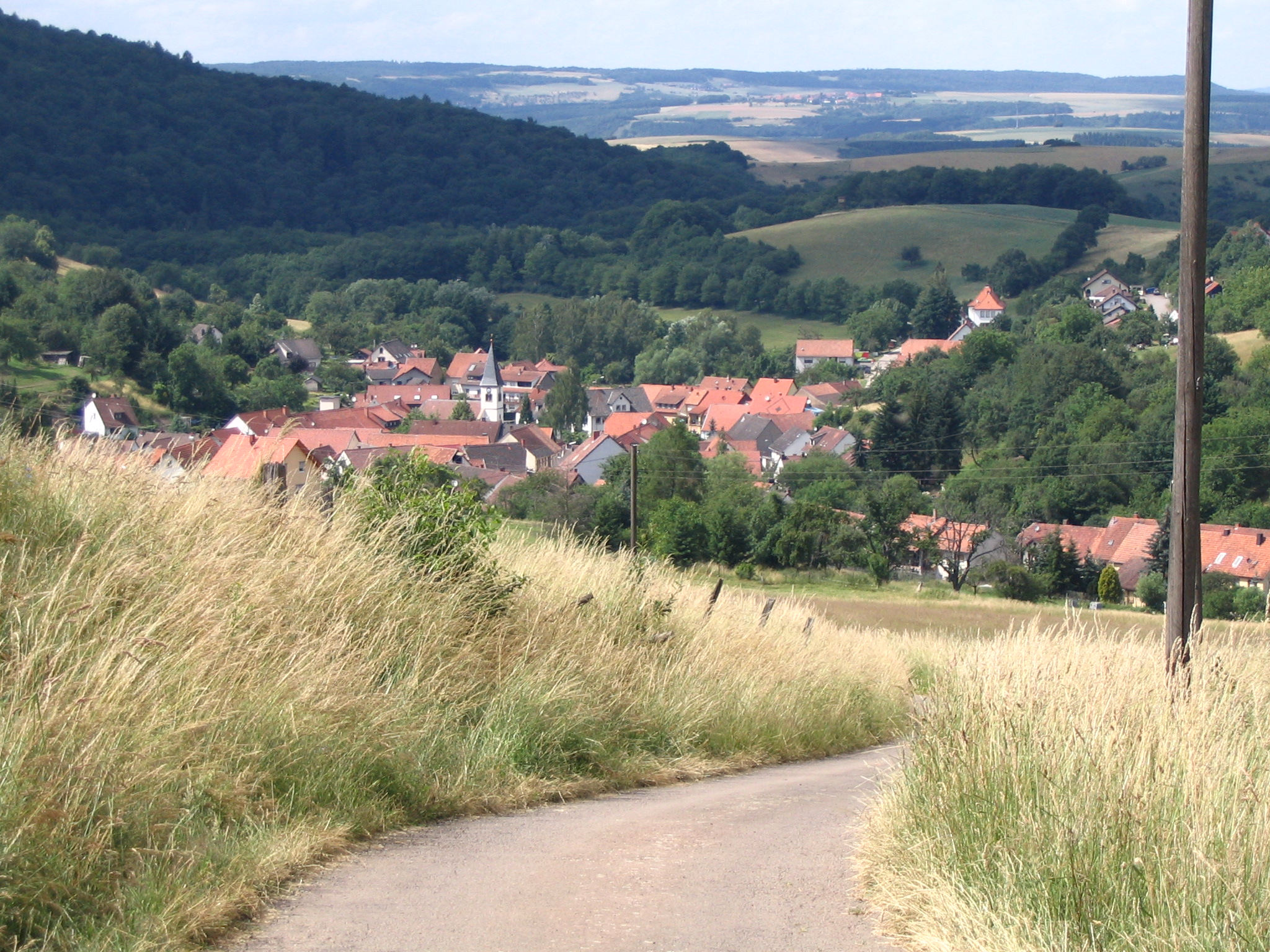
Der Ortskern von Eßweiler

### Mittelalter
Eßweiler gehörte im Mittelalter und in der frühen Neuzeit zum Komplex Eßweiler Tal, einer Einheit, zu der die Dörfer Eßweiler, Oberweiler im Tal, Hinzweiler, Nerzweiler, Hundheim, Aschbach, Horschbach, Elzweiler und Hachenbach gehörten. Ein Rodungsgebiet, das den größten Teil des Eßweiler Tals umfasste, wurde schon zwischen 868 und 870 der Reichsabtei Prüm in der Eifel geschenkt. Später wurde das gesamte Tal durch die Grafschaft Veldenz, die sich von den Wildgrafen abspalteten, verwaltet. Sitz der Verwaltung war zunächst Nerzweiler, zwischen 1443 und 1477 wurde der Amtssitz nach Hundheim verlegt.
Zwischen Eßweiler und Oberweiler im Tal wurde um 1300 die Sprengelburg (Springeburg) errichtet. Sie hatte jedoch nicht lange Bestand und wurde bald darauf wieder zerstört. Burgherren waren zu dieser Zeit die Ritter von Mülenstein, Lehnsmänner der Wildgrafen. Im Laufe der Jahre zerfiel die politische Einheit des Eßweiler Tals jedoch immer weiter, so dass im 16. Jahrhundert 14 Lehnsherren in den Dörfern herrschten. Oberste Grund- und Lehnsherren waren zu dieser Zeit die Junker von Scharfenstein. Sie waren Lehnsmänner der Wildgrafen und sorgten für eine gemeinsame Verwaltung und Rechtsprechung. 1595 kam das gesamte Eßweiler Tal an das Herzogtum Pfalz-Zweibrücken. Eßweiler verblieb dort bis zur Eroberung der linksrheinischen Gebiete durch französische Revolutionstruppen nach 1792, während einige der Dörfer 1755 wieder an die Wildgrafen zurückfielen.

### Frühe Neuzeit
Die Kriege des 17. und 18. Jahrhunderts verursachten große Verwüstungen und Verluste in der Bevölkerung. Im Dreißigjährigen Krieg gab es hier zwar keine größeren Kampfhandlungen, die Gegend wurde jedoch mehrfach von verschiedenen Heeren durchzogen, ausgeplündert und verwüstet, dabei wurde auch eine Mühle in Eßweiler zerstört (sie wurde 1661 wiederaufgebaut). Zwischen 1635 und 1638 wütete zusätzlich die Pest, die auch schon zuvor sporadisch aufgetreten war. Auch in den folgenden Auseinandersetzungen war die Region Durchzugsgebiet verschiedener Truppen, im Französisch-Niederländischen Krieg und im Pfälzischen Erbfolgekrieg war die Region von französischen Truppen besetzt, es kam wiederholt zu Plünderungen und Verwüstungen. 1768 lebten im „Eßweiler Tal“ nur noch 141 Familien. In den Folgejahren wanderten viele Bewohner nach Nord- und Südamerika sowie nach Osteuropa aus.
In Eßweiler wurde 1733 mit dem Bau einer Kirche begonnen. 1745 gab es wieder zwei Mühlen im Ort (beide Gebäude sind noch vorhanden, die Mühle in der Mühlgasse wurde noch bis in die 1970er Jahre betrieben). 1750 richtete ein Brand große Zerstörungen im Ort an.

### 19. Jahrhundert
Der Ausbruch der Französischen Revolution brachte wieder kriegerische Auseinandersetzungen mit sich. Nach der Annexion des Linken Rheinufers gehörte Eßweiler seit 1798 zu Frankreich und war dem Kanton Wolfstein im Département du Mont-Tonnerre (Donnersberg) zugeordnet. Ab 1816 bis zum Ende des Ersten Weltkrieges gehörte Eßweiler zum Königreich Bayern, von 1918 bis 1946 dann zum Freistaat Bayern.

Im 19. Jahrhundert stiegen die Bevölkerungszahlen stark an, 1803 wurden 464 Einwohner gezählt, 1836 dann 614 (28 Katholiken, 525 Protestanten und 61 Juden) und 1867 716 Einwohner (14 Katholiken, 617 Protestanten und 85 Juden). Wirtschaftliche Not und immer wieder auftretende Hungersnöte führten jedoch auch im 18. und 19. Jahrhundert zu mehreren Auswanderungswellen, die bis in die 1920er Jahre anhielten. Aus Eßweiler emigrierten unter anderem mehrere Zweige der Familie Gilcher nach Brasilien und in die USA.

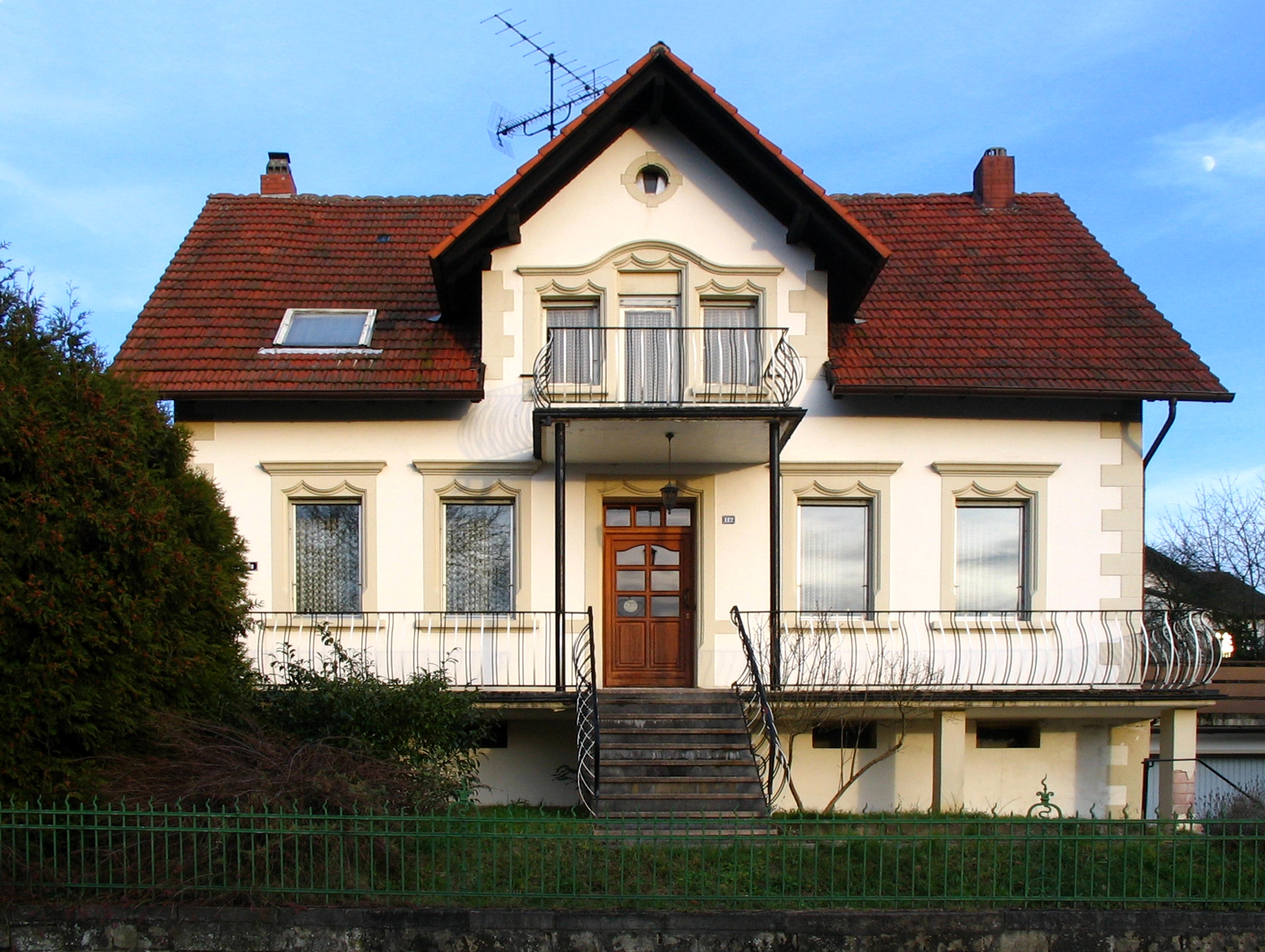
Typisches Musikantenhaus (mit dem Musikantengiebel) in Eßweiler

Auch der Ursprung des westpfälzer Wandermusikantentums fällt in die 1830er Jahre, seine Blütezeit lag zwischen 1850 und dem Ersten Weltkrieg. Eßweiler war einer der Hauptorte des Musikantenlandes, etwa 300 Musiker zogen ab der Mitte des 19. Jahrhunderts von hier aus durch die gesamte Welt. Im Unterschied zu den permanenten Auswanderungen kehrten die meisten Wandermusikanten immer wieder hierher zurück, wenngleich ihre Reisen manchmal auch mehrere Jahre dauern konnten. Bekannte Musiker aus Eßweiler sind:
- Michael Gilcher (1822–1899), Trompeter, Reisen nach England und in die USA, war später Bürgermeister in Eßweiler.
- Hubertus Kilian (1827–1899), Posaunist, Reisen u. a. nach Australien, China und die USA.
- Rudolph Schmitt (1900–1993), Klarinettist. Rudolph Schmitt blieb in den USA und wurde ein gefragter Klarinettist in mehreren Sinfonieorchestern.

### Seit 1900
1907 wurde eine erste Wasserleitung verlegt. Das Wasser kam von einer Quelle am Trautmannsberg. Sie war bis in die 1980er Jahre in Betrieb, dann wurde Eßweiler, in den 1990er Jahren auch der Schneeweiderhof, über Fernleitungen an eine überregionale Wasserversorgung angeschlossen. Der Anschluss ans Stromnetz erfolgte ab 1924.
Die Inschriften auf dem Denkmal weisen für den Ersten Weltkrieg 13 gefallene und 2 vermisste Soldaten aus, über Zerstörungen im Ort oder Verluste in der Zivilbevölkerung ist nichts bekannt. Nach dem Ende des Ersten Weltkrieges gehörte Eßweiler bis 1946 zum Freistaat Bayern. In der Reichspogromnacht wurden die Häuser der letzten beiden jüdischen Familien verwüstet, kurz darauf wurden die drei verbliebenen jüdischen Gemeindemitglieder deportiert (siehe auch unten). Den Zweiten Weltkrieg überstand der Ort relativ unbeschadet, lediglich ein Gebäude wurde durch einen amerikanischen Panzer beschädigt. Allerdings starben laut Denkmalinschriften 51 Männer als Soldaten. Und im Februar 1945 ereignete sich ein schweres Unglück, als Kinder zurückgelassene Munitionsteile zum Spielen benutzten. Bei der Explosion starben fünf Kinder, mehrere andere wurden zum Teil schwer verletzt.
Seit 1946 gehört Eßweiler zum Land Rheinland-Pfalz. Mit der Einrichtung der Verbandsgemeinde Wolfstein zum 1. Januar 1972 wurde die Bürgermeisterei Eßweiler, die auch für die Nachbargemeinde Oberweiler im Tal zuständig war, aufgelöst. Seit dem 1. Juli 2014 gehört die Gemeinde der neu errichteten Verbandsgemeinde Lauterecken-Wolfstein an.

## Religion

### Christentum

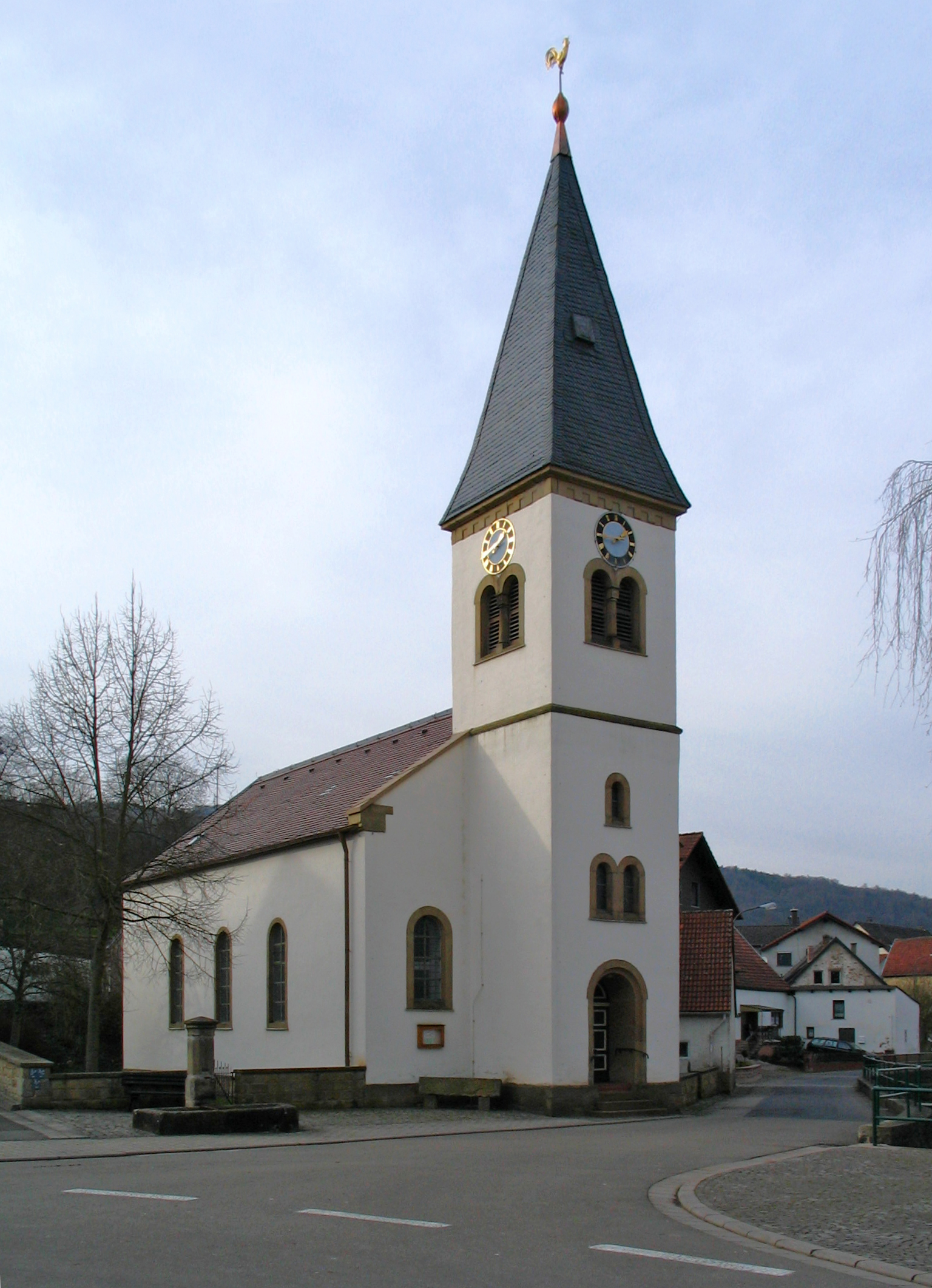
Die Kirche von Eßweiler

Als Beleg für eine frühe Christianisierung der damaligen Bevölkerung wurde der 1904 gefundene Silberlöffel aus der Römerzeit gewertet, denn die an Weintrauben pickenden Tauben, mit denen er verziert ist, wurden in der Fundbeschreibung als typisch christliches Emblem bezeichnet. Er zeigt zumindest, dass damals schon Kontakte zum Christentum bestanden. Bis zur Reformation gehörte Eßweiler wie alle anderen Dörfer des Eßweiler Tales zu einer gemeinsamen Pfarrei. Pfarrkirche war die im 12. Jahrhundert erbaute Hirsauer Kirche bei Hundheim. 1544 wurden die Orte Eßweiler, Oberweiler im Tal und Hinzweiler zur Pfarrei Hinzweiler zusammengefasst, die dortige Kirche wurde Pfarrkirche und dort wohnte auch der Pfarrer. Dies fiel mit dem Übertritt der damaligen Herren zum lutherischen Glauben zusammen.
1595 ging das Tal in den Besitz von Pfalz-Zweibrücken über. Damit musste man zum reformierten Glauben wechseln. 1601 kam Eßweiler zur Pfarrei Bosenbach. Sie wurde am Ende des Dreißigjährigen Krieges mit der Pfarrei Hinzweiler vereint. Die Betreuung der Gemeindemitglieder erfolgte wieder von Hinzweiler aus. Der lutherische Glaube war aber nicht ganz verschwunden, 1709 kam es zur Gründung einer eigenen, lutherischen Pfarrei für die Orte des Eßweiler Tales.
1746 kam Eßweiler wieder zur Pfarrei Bosenbach. Dies wurde dann erst wieder 1971 geändert, Eßweiler kam zur Pfarrei Rothselberg, zu der es bis heute neben den Orten Rothselberg und Kreimbach-Kaulbach gehört.
1733 wurde in Eßweiler mit dem Bau einer eigenen Kirche begonnen. Damals wurde auch ein eigener Friedhof eingerichtet, nachdem es ursprünglich nur einen Friedhof für alle Orte des Eßweiler Tales bei der Hirsauer Kirche in Hundheim gab.

### Die Jüdische Gemeinde
Im Jahr 1688 wohnten in Eßweiler vier jüdische Familien. Deren Zahl erhöhte sich im Laufe der Jahre stetig. In den 1860er Jahren hatte Eßweiler eine der größten jüdischen Gemeinden im Landkreis Kusel, 1867 lebten hier 85 Juden. (Bevölkerungszahlen aus). Die Zahl verringerte sich in den folgenden Jahren aber ebenso kontinuierlich wieder, viele Bewohner zogen in die größeren Städte. Am 24. Januar 1906 wurde die israelitische Kultusgemeinde Eßweiler aufgelöst, die verbleibenden jüdischen Mitbürger, die beiden Familien von Isidor und seinem Bruder Sigmund Rothschild, schlossen sich der jüdischen Gemeinde Kusel an.
In der Reichspogromnacht 1938 drangen Mitglieder der SA aus Altenglan und Theisbergstegen, verstärkt durch einige Anhänger der NSDAP aus Jettenbach, sowie SA-Mitglieder aus Kusel, die im Kreisgebiet unterwegs waren und jüdisches Eigentum zerstörten, in ihre Häuser ein und verwüsteten sie. Kurz darauf wurden die verbliebenen Familienmitglieder, der Witwer Isidor und sein Bruder Sigmund Rothschild mit seiner Frau Blondine, deportiert. Das Ehepaar starb vermutlich in Theresienstadt. Auch zwei ihrer vier Töchter wurden in den Konzentrationslagern ermordet. Die anderen beiden Töchter sowie die Söhne von Isidor Rothschild konnten entkommen und lebten später in den USA.
Es gab eine Synagoge im Ort, im Volksmund Judenschule genannt. Sie wurde schon im Jahr 1789 erwähnt. Die Straße, in der sie lag, heißt bei der Bevölkerung heute noch Judengasse. Die Synagoge wurde 1902 zu Wohnzwecken verpachtet und 1907 versteigert. Das Gebäude steht noch, es wird aber als Wohnhaus genutzt und enthält keine Zeugnisse seiner ursprünglichen Nutzung mehr. Im Nachbargebäude wurden bei Renovierungsarbeiten in den 1960er Jahren die Reste einer Mikwe gefunden.
Die Toten wurden auf den jüdischen Friedhöfen in Hinzweiler, später in Kaiserslautern bestattet. Der Friedhof in Hinzweiler ging 1904 in den Besitz der Jüdischen Gemeinde Eßweiler über.

### Zahlen zur Religionszugehörigkeit
Zum 31. Mai 2009 gehörten die 431 Einwohner mit Hauptwohnsitz in Eßweiler folgenden Konfessionen an:

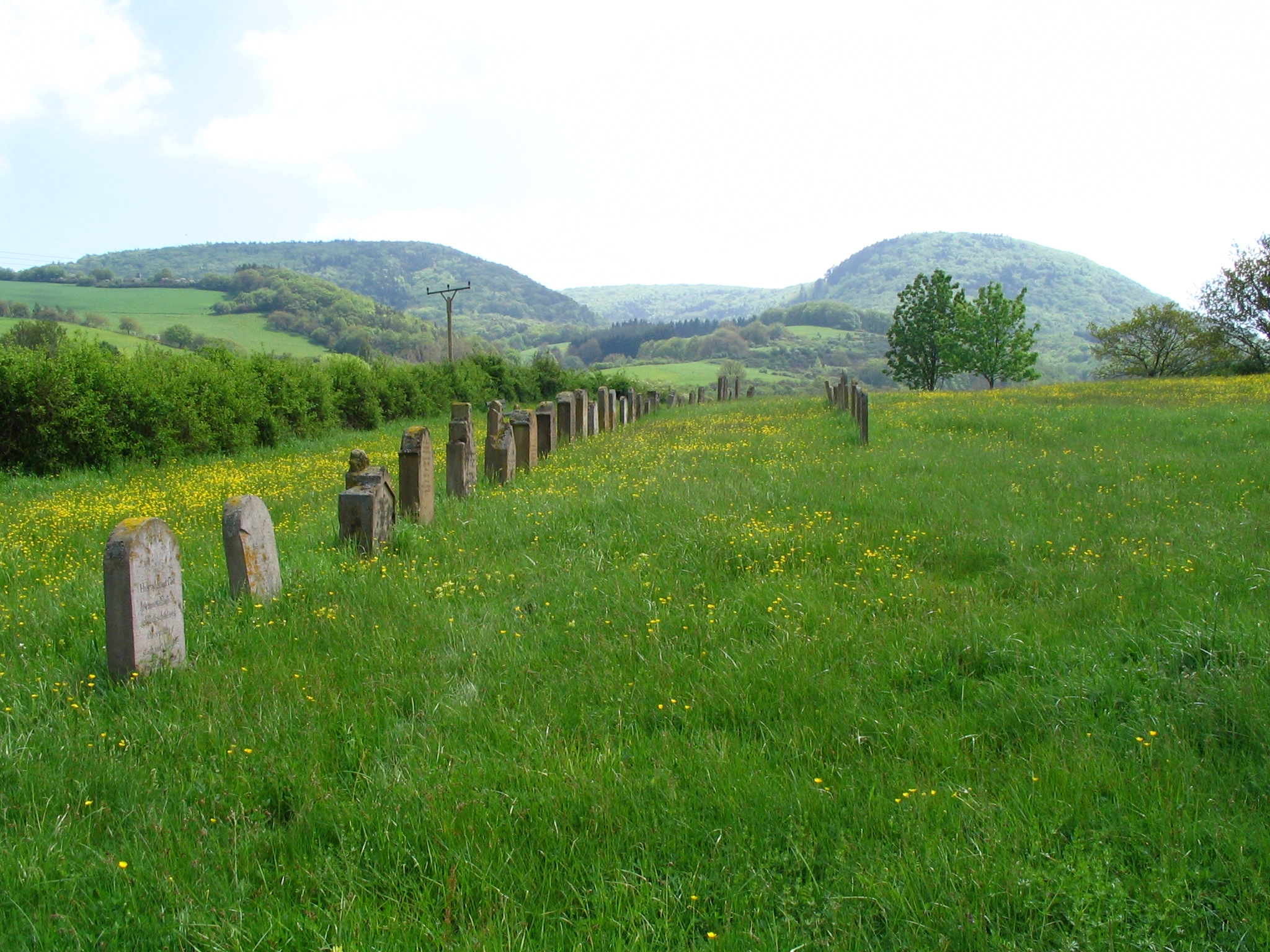
Der jüdische Friedhof in Hinzweiler

| Konfession                         | Anzahl | Prozent |
| evangelisch                        | 330    | 76,57 % |
| römisch-katholisch                 | 38     | 8,82 %  |
| freireligiöse Landesgemeinde Pfalz | 2      | 0,46 %  |
| sonstige                           | 3      | 0,70 %  |
| keine                              | 48     | 11,14 % |
| ohne Angabe                        | 10     | 2,32 %  |

## Politik und Gesellschaft

### Ortsbürgermeister
Christina Bermes wurde 2024 Ortsbürgermeisterin von Eßweiler.
Ihr Vorgänger war Peter Gilcher seit Juli 2019. Bei der Direktwahl am 26. Mai 2019 war er mit einem Stimmenanteil von 58,45 % für fünf Jahre gewählt worden. Gilcher hatte das Amt schon einmal vom Juli 2004 bis zu seinem Rücktritt Ende 2016 ausgeübt. Von 2017 bis 2019 war dann Monika Riesinger gewählte Ortsbürgermeisterin.

### Wappen
Das Wappen wurde am 13. Oktober 1982 von der Bezirksregierung Rheinhessen-Pfalz genehmigt. Der Hintergrund ist goldfarben. Eine Teilung erfolgt durch eine von oben links nach unten rechts verlaufende breite, blaue Wellenlinie. Im oberen Feld befindet sich eine rote Burg mit Turm; im unteren Feld sind zwei gekreuzte Steinabbauhämmer zu sehen. Das Wappen symbolisiert den Talbach, die Sprengelburg und die Steinbrüche im Ortsteil Schneeweiderhof.

### Zahlen zur Bevölkerung

#### Einwohnerzahlen
Am 31. Dezember 2018 hatten in Eßweiler 397 Personen ihren Hauptwohnsitz, 199 (50,13 %) waren männlich und 198 (49,87 %) weiblich. Der Ausländeranteil lag bei 5,04 %.
| Jahr      | 1609 | 1803 | 1836 | 1867 | 1893 | 1905 | 1938 | 1969 | 1974 | 1977 | 1980 | 2007 | 2009 | 2011 | 2018 |
| Einwohner | 144  | 464  | 614  | 716  | 682  | 644  | 672  | 666  | 612  | 599  | 602  | 453  | 431  | 418  | 397  |

Die Bevölkerungszahlen des 19. Jahrhunderts beinhalten einen hohen Anteil jüdischer Bürger, 1836 lebten hier 61 Juden und 1867 dann 85. Die erste Hälfte des 20. Jahrhunderts erlebte Zuwanderungen vor allem auf dem Schneeweiderhof durch die dortigen Steinbrüche. Seit der Mitte des 20. Jahrhunderts gehen die Einwohnerzahlen kontinuierlich zurück.

#### Altersstruktur
Anhand der Bevölkerungszahlen zum 9. Mai 2011 (letzter Zensus) weist Eßweiler folgende Altersstruktur auf:
| Alter in Jahren | 0–9    | 10–19   | 20–29  | 30–39   | 40–49   | 50–59   | 60–69   | 70–79   | ab 80  |
| Anteil 2009     | 6,70 % | 12,68 % | 7,66 % | 10,05 % | 16,27 % | 18,42 % | 10,76 % | 13,40 % | 4,31 % |

## Sehenswürdigkeiten und Kultur

### Bauwerke

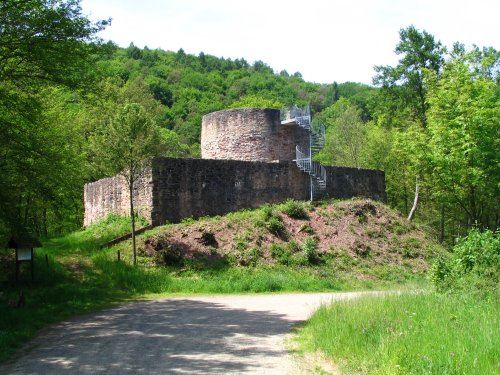
Die Sprengelburg

#### Die Ruine Sprengelburg
Zwischen Eßweiler und Oberweiler im Tal auf einem Ausläufer des Königsberges direkt an der Landesstraße 372 liegt die Sprengelburg (oder Springeburg). Sie wurde, nach den vorhandenen Bauresten zu urteilen, um 1300 errichtet und bald darauf schon wieder in einer Fehde zerstört, da die Burgherren, die Ritter Mülenstein, als Raubritter bekämpft wurden. Bis in die 1970er Jahre wies nur noch der Name des Ortes, am alten Schloss, auf die Burg hin, alle Baureste waren unter einem Erdhügel, der mit Bäumen bewachsen war, verborgen. Das heutige Aussehen der Ruine ist das Resultat von Restaurierungsmaßnahmen, die, initiiert durch das Landesamt für Denkmalpflege Rheinland-Pfalz in Speyer, ab 1976 bis Mitte der 1980er Jahre durchgeführt wurden. Seit 1983 ist die Ruine als Baudenkmal ausgewiesen.

#### Die Kolonie

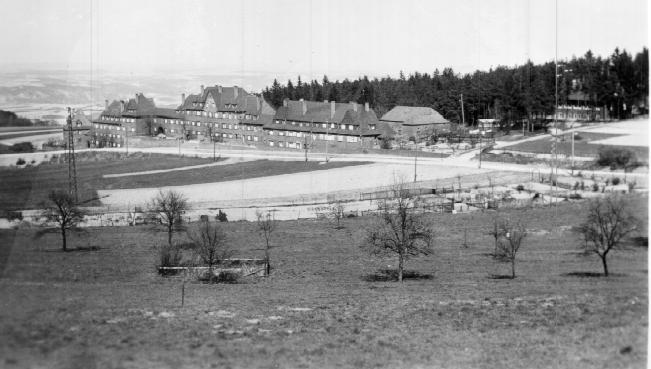
Die „Kolonie“

In den Steinbrüchen auf dem Schneeweiderhof waren bis in die Mitte des 20. Jahrhunderts zeitweise bis zu 500 Menschen beschäftigt. Sie kamen aus den umliegenden Dörfern und legten den Weg auf den Berg, teilweise fünf bis sechs Kilometer, zu Fuß zurück. Zwischen 1922 und 1924 wurde auf dem Schneeweiderhof vom Eigentümer der Steinbrüche, der Basalt AG, Linz am Rhein, aus den dort vorkommenden Basaltsteinen eine Arbeitersiedlung errichtet. Sie wird im Volksmund die Kolonie genannt. Der Komplex besteht aus einem dreigeschossigen Hauptbau und zwei Flügelbauten, die etwas näher zur Straße liegen. Durch rundbögige Durchfahrten gelangt man auf die hinter dem Komplex liegenden Höfe. Dort lagen Stallungen für Ziegen und Hühner. Die Außenansicht des Gebäudekomplexes ist größtenteils noch im Original erhalten. Viele Wohnungen sind nicht mehr bewohnt.

#### Evangelische Kirche
In der Ortsmitte steht die evangelische Kirche. Das ab 1733 errichtete Langhaus ist heute noch vorhanden, 1865 wurde der baufällige Dachreiter durch einen angebauten Turm ersetzt. Im Innern befindet sich eine Orgel, die 1869 von E. F. Walcker, Ludwigsburg, geliefert wurde und noch unverändert erhalten ist.

### Bildung und Erziehung
1936 wurde ein neues Schulhaus am Ortsausgang nach Oberweiler im Tal gebaut, zuvor waren die Schüler der Volksschule Eßweiler in einem Gebäude in der Ortsmitte und auch im Rathaus untergebracht. Dieses neue Schulhaus wurde, nach mehrmaligen Umbauten, bis 2002 genutzt. Zwischen 1952 und 1965 gab es auf dem Schneeweiderhof eine eigene Schule. Seit dem Beginn des Schuljahres 2002 steht für die Schüler der Grundschule Königsland aus Eßweiler, Rothselberg, Jettenbach, Oberweiler im Tal und Hinzweiler ein neues, modernes Schulgebäude in Jettenbach zur Verfügung. Es löste die alten Schulhäuser in Eßweiler, Jettenbach und Rothselberg ab. Weiterführende Schulen in der Umgebung sind die Realschule plus Lauterecken-Wolfstein, die Realschule plus Kusel, die Gymnasien in Kusel und Lauterecken sowie das Schulzentrum in Kusel auf dem Roßberg mit Hauptschule, Berufsbildender Schule und Wirtschaftsgymnasium. Die nächstliegenden Hochschulen sind die Hochschule Kaiserslautern und die Rheinland-Pfälzische Technische Universität Kaiserslautern-Landau. Gemeinsam mit der Nachbargemeinde Rothselberg wird seit 1997 in Rothselberg der Kindergarten Spatzennest betrieben.

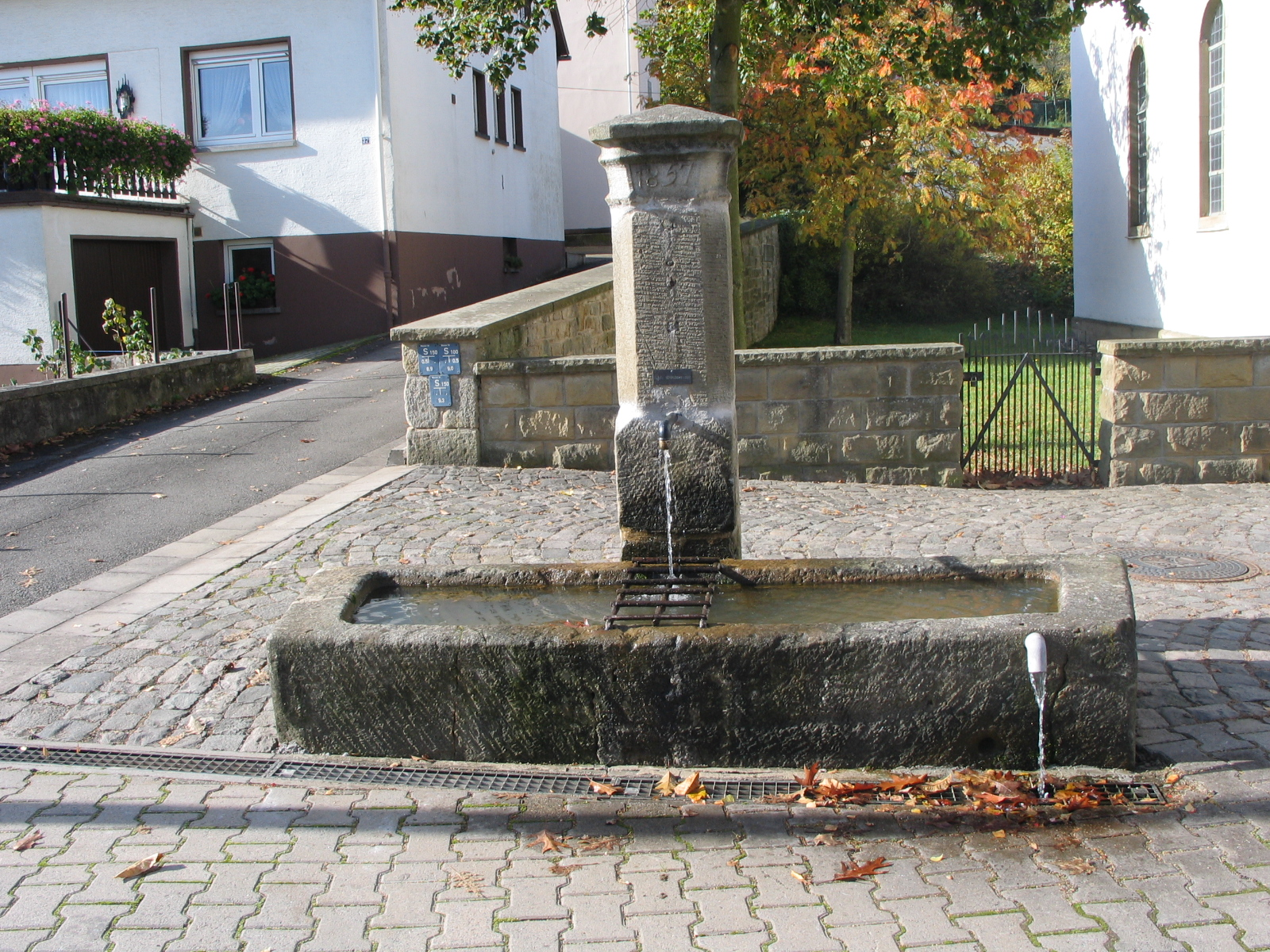
Der Dorfbrunnen von 1857

### Vereine
Der älteste Verein in Eßweiler ist der Gesangverein 1888 Eßweiler e. V. Er wurde laut einer Bestandsaufnahme des Deutschen Sängerbundes von 1942 im Jahre 1888 als Männergesangverein gegründet. Dirigenten waren in der Anfangszeit in der Regel die örtlichen Schullehrer. 1925 wurde mit dem Arbeiter Gesang- und Unterstützungsverein ein zweiter Männergesangverein gegründet, der ursprüngliche Verein wurde im Volksmund deshalb bürgerlicher Gesangverein genannt. Nach der Machtübernahme der Nationalsozialisten im Jahre 1933 wurden die beiden Vereine im Zuge der Gleichschaltung zusammengelegt. Der neue Verein war noch bis 1942 aktiv. 1946 erfolgte die Wiedergründung des Vereins, die nicht ganz einfach vonstattenging, da die französische Militärverwaltung u. a. eine französische Übersetzung der Vereinssatzung verlangte. Ab Mitte der 1960er-Jahre wurde es immer schwieriger, Nachwuchssänger zu finden. Deshalb wurde 1967 ein Frauenchor gegründet und der Männergesangverein in einen gemischten Chor umgewandelt. Dies löste das Problem jedoch nur kurzzeitig, so dass in den 1990er-Jahren eine Chorgemeinschaft mit dem Gesangverein Horschbach eingegangen wurde. Große Bedeutung für den Verein hat Oswald Henn, der von 1925, damals beim Arbeitergesangverein, bis 1981 Dirigent war.
Schon seit 1902 bis zum Ende der 1960er-Jahre organisierte der Gesangverein auch Theateraufführungen. Diese Tradition wurde im Jahre 1998 mit der Gründung der Theatergruppe fortgesetzt.

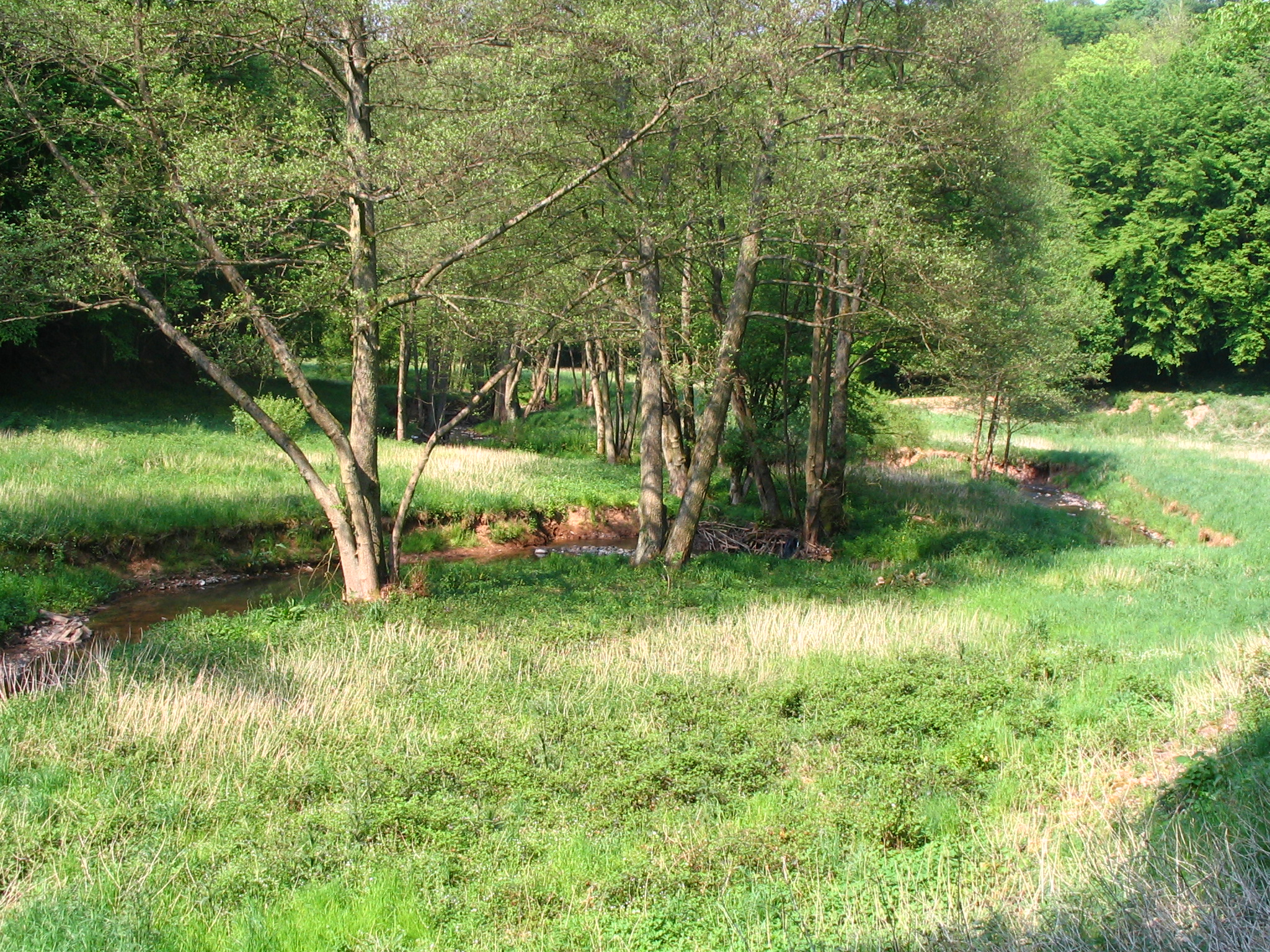
Das Talbachtal unterhalb der Sprengelburg

1924 wurde in Eßweiler der bürgerliche Sportverein Eßweiler gegründet. 1928 wurde eine Turnabteilung und eine Mädchenriege angegliedert und der heutige Name Turn- und Sportverein Eßweiler entstand. Nach dem Zweiten Weltkrieg wurde der Verein als Fußballverein neu gegründet, zuerst musste man jedoch wegen Spielermangel eine Spielgemeinschaft mir Rothselberg und Kreimbach-Kaulbach eingehen. Ab 1949 waren wieder genug Spieler für eine eigene Mannschaft vorhanden. 1957 stieg die Mannschaft in die B-Klasse Kusel auf. In den 1960er-Jahren machte sich Nachwuchsmangel bemerkbar, die Mannschaft stieg wieder ab und seit 1968 besteht mit dem Sportverein Rothselberg eine Spielgemeinschaft. Seit 1988 spielt die SG Eßweiler-Rothselberg wieder in der B-Klasse bzw. Kreisliga Kusel. 2015 erfolgte ein weiterer Zusammenschluss zur SG Jettenbach-Eßweiler-Rothselberg.
Schon seit 1962 ist der Landfrauenverein in der Gemeinde aktiv. Anfang der 1970er-Jahre wurde der Heimat- und Verkehrsverein gegründet, der die Landscheidhütte bewirtschaftet und zu dem auch die Theatergruppe gehört. Zur Unterstützung der Freiwilligen Feuerwehr wurde 1982 der Feuerwehrförderverein „St. Florian“ Eßweiler gegründet. Die Tradition Eßweilers als Musikantendorf führt der 1988 gegründete Musikverein Die Talbachmusikanten, zu dem auch das Jugendorchester Eßweiler/Jettenbach gehört, weiter. Weitere Vereine sind der Alten- und Krankenpflegeverein, der SPD Ortsverein und der Luftsportverein Eßweiler (vorm. Landstuhl) e. V.

### Segelfluggelände
Oberhalb des Ortes liegt das Segelfluggelände Eßweiler, das vom Luftsportverein Eßweiler betrieben wird. Das Segelfluggelände wurde 1963 erbaut und ist für Segelflug, Motorsegler und UL zugelassen. Kolbenmotorgetriebene Motorflugzeuge bis zwei Tonnen Abfluggewicht sind nur mit Segelflugschleppkupplung zugelassen.

## Wirtschaft und Infrastruktur

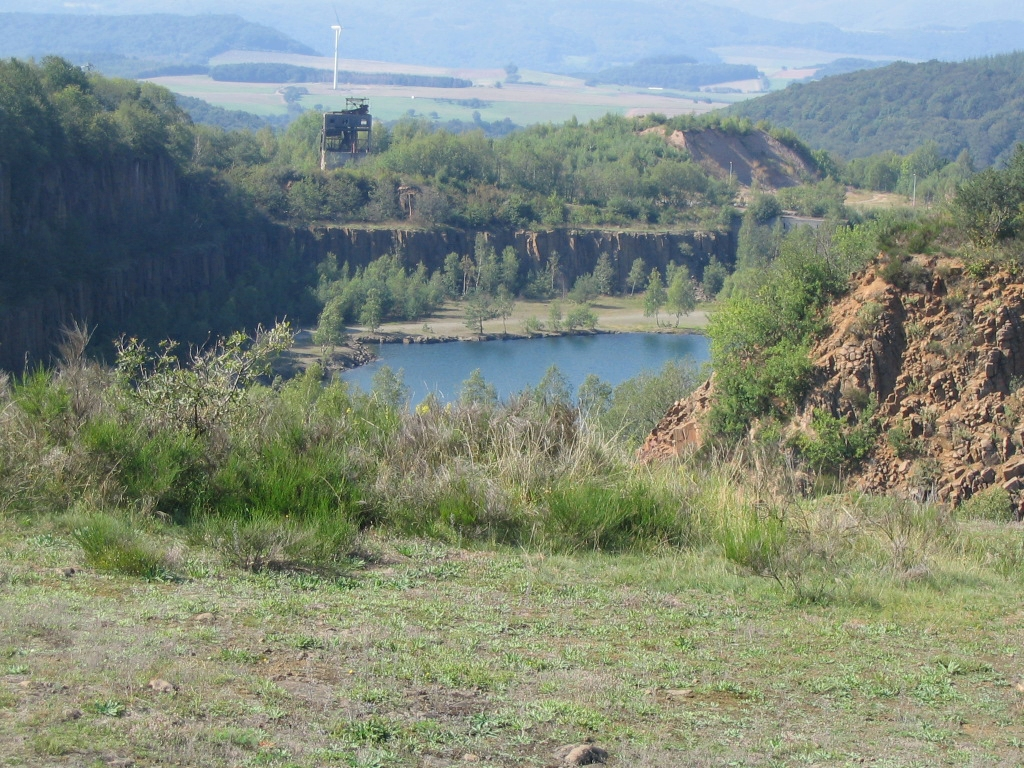
Steinbruch auf dem Schneeweiderhof

### Arbeitsplätze
Bis ins 20. Jahrhundert war die Landwirtschaft die Lebensgrundlage der Bevölkerung von Eßweiler. 1833 wurden folgende Anbauflächen bewirtschaftet: 1365 Morgen Ackerland, 210 Morgen Kartoffelanbau, 7 Morgen Gartenland, 133 Morgen Futterkräuter und 314 Morgen Gemüseanbau. Über die Größe der Weideflächen ist nichts bekannt. Ab etwa 1830 erlangte das Wandermusikantentum immer größere Bedeutung in der Westpfalz und Eßweiler wurde einer der Hauptorte des Musikantenlandes (siehe oben).
Im 18. und 19. Jahrhundert entstanden um Eßweiler, vor allem im Königsberg, mehrere Bergwerke, in denen nach Quecksilber, Schwerspat, Eisenerz und Kohle gegraben wurde. Von größerer Bedeutung für Eßweiler waren jedoch die Hartsteinvorkommen auf dem Schneeweiderhof. Ab 1870 wurden dort von Eßweiler Bürgern erste Steinbrüche angelegt, in denen vor allem Pflastersteine hergestellt wurden. 1914 wurden die Steinbrüche, die z. B. Rübezahl, Hindenburg oder Bismarck hießen, von der Basalt AG, Linz am Rhein, aufgekauft. Das Transportproblem, die Steine mussten bis dahin mühsam mit Fuhrwerken zu den Bahnhöfen in Kreimbach oder Altenglan gebracht werden, wurde 1919 durch den Bau einer fünf Kilometer langen Seilbahn nach Altenglan, gelöst. Zeitweise waren auf dem Schneeweiderhof bis zu 500 Menschen aus den umliegenden Dörfern beschäftigt. Der Betrieb wurde 1970 stillgelegt. Westlich von Schneeweiderhof, an der Gemeindegrenze zu Elzweiler, befindet sich auf Flächen des früheren Basaltsteinabbaus die Kreismülldeponie Schneeweiderhof für Haushaltsabfälle, die Anfang 1991 in Betrieb genommen wurde und in der mehrere hunderttausend Kubikmeter Müll verfüllt wurden. Ebenfalls nahe der Siedlung Schneeweiderhof befindet sich ein 2008 errichteter Solarpark mit einer Leistung von 1,51 MW.
Das Ende des Wandermusikantentums nach dem Ersten Weltkrieg brachte einen ersten empfindlichen Einschnitt bei den Arbeitsmöglichkeiten. Nach dem Zweiten Weltkrieg wurden die früher typischen landwirtschaftlichen Betriebe in Nebenerwerbsbetriebe umgewandelt oder verschwanden vollständig. Im Jahr 2007 gab es noch acht landwirtschaftliche Betriebe, die insgesamt eine Fläche von 84 Hektar nutzten. Davon waren 34,8 % Ackerland und 65,2 % Dauergrünland.
Die Einwohner von Eßweiler arbeiten heute größtenteils in den umliegenden Gemeinden und Städten wie Wolfstein, Kusel oder Kaiserslautern. In Eßweiler sind mehrere Kleinbetriebe ansässig, unter anderem zwei Omnibusbetriebe, mehrere Handwerksbetriebe, die Kreismülldeponie des Landkreises Kusel auf dem Schneeweiderhof, die 1988 in Betrieb genommen wurde, sowie das Christliche Jugenddorf Wolfstein.

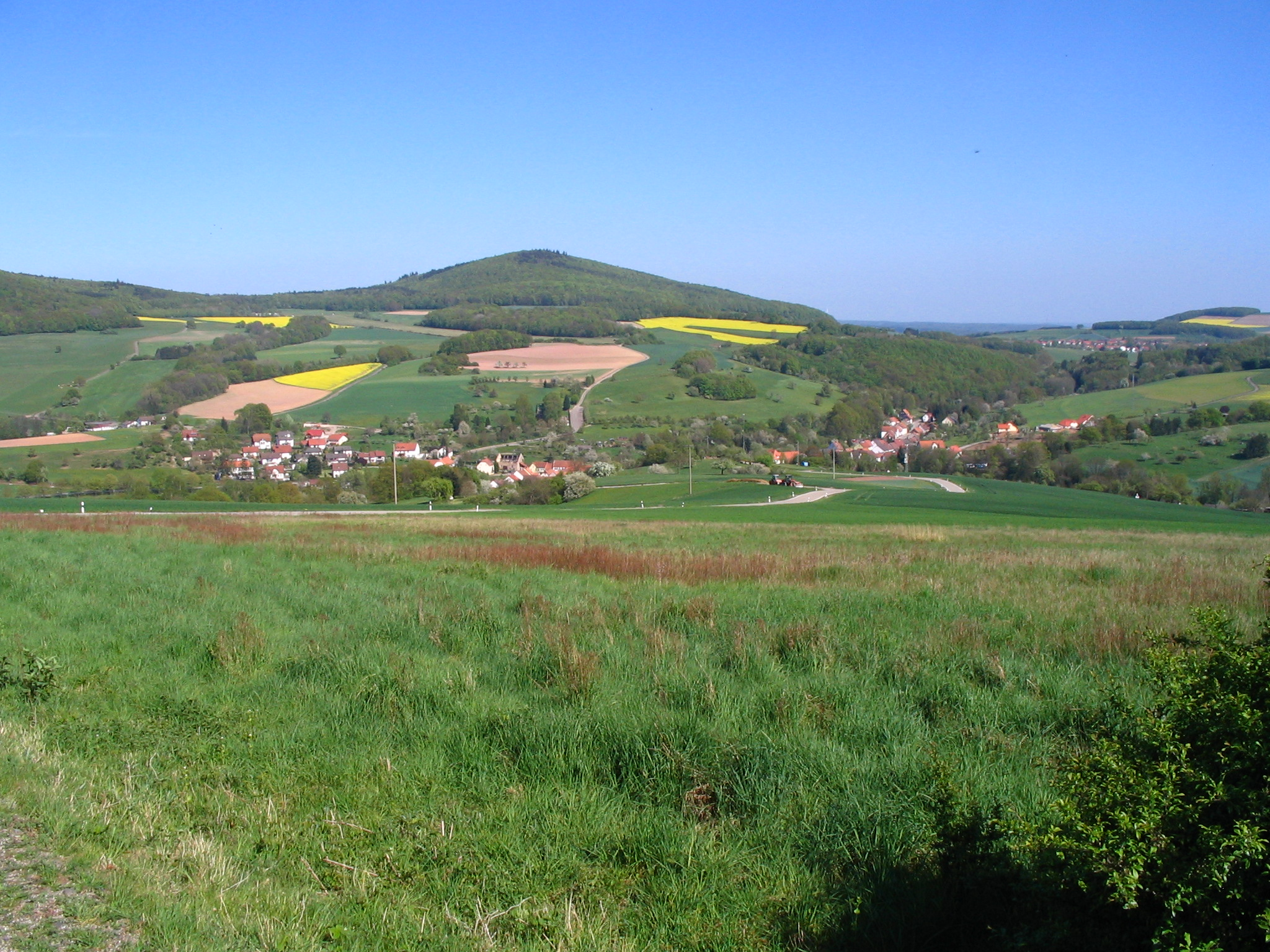
Blick über Eßweiler, im Hintergrund der Selberg

### Verkehr
Durch Eßweiler führt die Landesstraße 372. Sie heißt im Ortsbereich Hauptstraße und führt von Rothselberg nach Offenbach-Hundheim. In die Hauptstraße mündet in der Ortsmitte die Landesstraße 369, im Ortsbereich Krämelstraße genannt. Sie führt nach Jettenbach. Von der Krämelstraße zweigt die Kreisstraße 31 auf den Schneeweiderhof ab. Sie wurde 1959 gebaut. Zur Bundesautobahn 6 in Richtung Saarbrücken oder Mannheim, Anschlussstelle Kaiserslautern West, sind es 25 Kilometer. Zur Bundesautobahn 62 in Richtung Trier, Anschlussstelle Kusel, sind es 20 Kilometer und zur Bundesautobahn 63 in Richtung Mainz, Anschlussstelle Sembach, sind es ebenfalls etwa 20 Kilometer. Weiterhin sind die Bundesstraße 270 (bei Kreimbach-Kaulbach, etwa sechs Kilometer), die Bundesstraße 420 und Bundesstraße 423 (in Altenglan, etwa zehn Kilometer) in direkter Nähe. Eßweiler gehört zum Verkehrsverbund Rhein-Neckar. Angebunden wird es durch die Buslinien 140, 272, 274 und 275. Der nächstgelegene Bahnhof befindet sich in Kreimbach-Kaulbach und ist etwa sieben Kilometer entfernt. Von dort gelangt man zum Hauptbahnhof in Kaiserslautern.

### Einzelhandel und Gastronomie
In früherer Zeit konnte noch der gesamte tägliche Bedarf im Ort gedeckt werden. Es gab mehrere Metzgereien und Bäckereien. Während der Blütezeit des Wandermusikantentums betrieb der Musikant Adolph Schwarz ein Musikgeschäft. Bis Mitte der 1970er-Jahre gab es in Eßweiler noch drei Lebensmittelgeschäfte, zwei Metzgereien und eine Bäckerei. Aktuell sind noch ein Lebensmittelgeschäft und eine Bäckereifiliale vorhanden.
Bis zum Anfang der 1970er Jahre existierten in Eßweiler vier Gaststätten, auf dem Schneeweiderhof eine weitere. Heute gibt es in Eßweiler und auf dem Schneeweiderhof nur noch jeweils eine Gaststätte sowie eine nachmittags geöffnete Hütte des Heimatvereins. Von September 2020 bis Ende 2022 gab es „das Esslädche“, ein kleines Café mit Artikeln des täglichen Bedarfs.

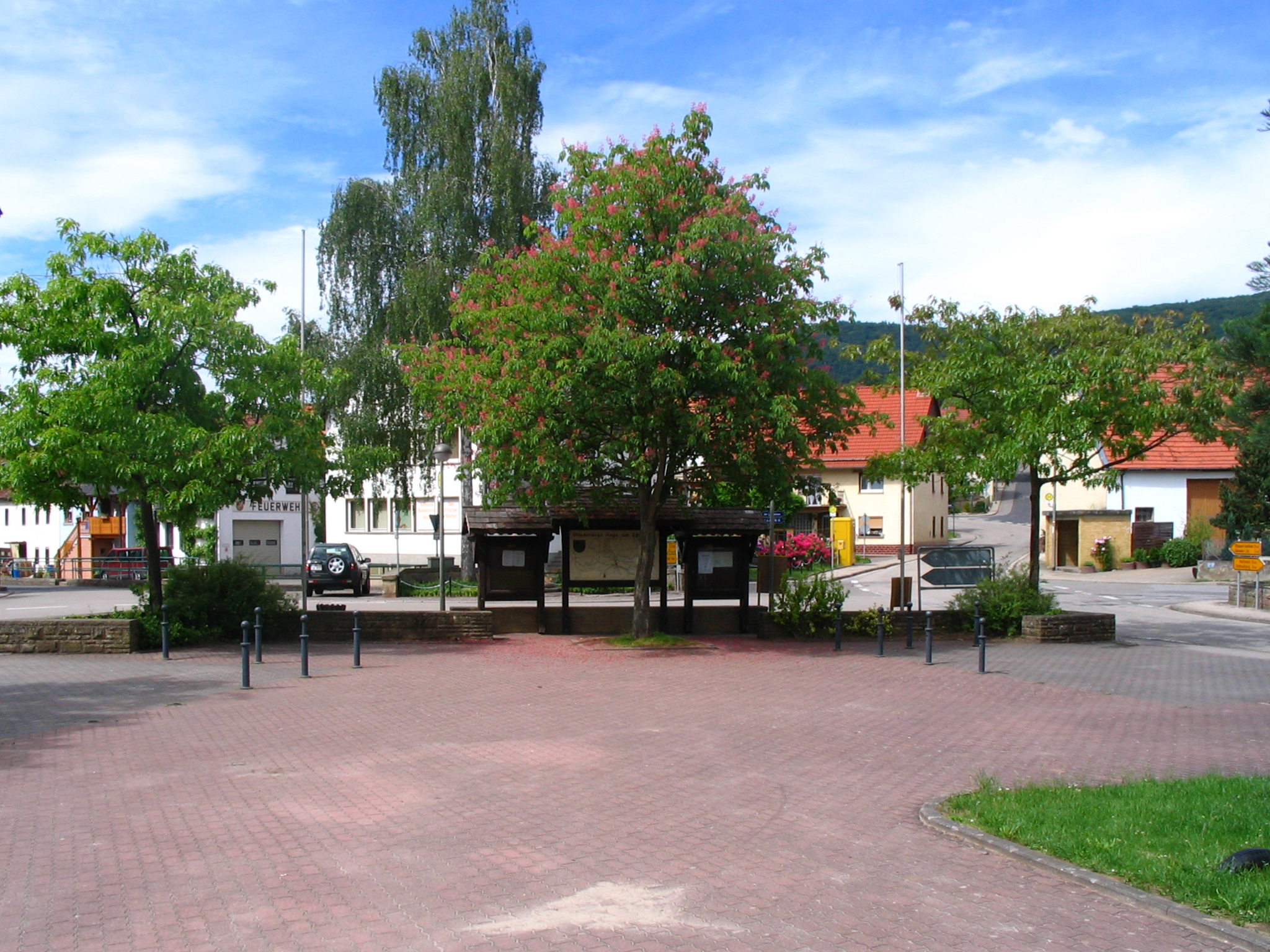
Der Dorfplatz in der Ortsmitte

### Sonstige Einrichtungen
Zwischen 1967 und 1969 wurde das Rathaus erbaut. Es beherbergt heute einen Jugendraum und den „Buch-Treff“, eine Bücherei, und wird von örtlichen Vereinen oder Gruppen für kleinere Veranstaltungen genutzt. Direkt daneben wurde 1988 das Feuerwehrhaus errichtet. Nach dem Kauf eines landwirtschaftlichen Anwesens durch die Gemeinde und dem Abriss der Gebäude wurde 1987 der Dorfplatz in der Dorfmitte fertiggestellt.
Auf dem Gelände der Kreismülldeponie auf dem Schneeweiderhof befindet sich seit 2005 die Wetterstation „Eßweiler“ der Meteomedia. Daneben wurde im November 2008 auf einer Fläche von vier Hektar ein Solarpark mit einer Leistung von 1,5 MW in Betrieb genommen. Betreiber ist die „Neue Energie Pfälzer Bergland Gmbh“, ein Gemeinschaftsunternehmen der Pfalzwerke AG und des Landkreises Kusel. Ebenfalls auf dem Schneeweiderhof befindet sich der 151 Meter hohe Fernmeldeturm Bornberg.
Bürgerhaus Eßweiler
Da es in Eßweiler keine Räumlichkeiten für größere Veranstaltungen mehr gab (die früher vorhandenen Tanzsäle in den Gaststätten wurden nach und nach zu Wohnungen umgebaut), wurde Anfang der 1990er-Jahre mit den Planungen zum Bau eines Dorfgemeinschaftshauses begonnen. Ursprünglich sollte es am Ortsausgang in Richtung Jettenbach als Neubau erstellt werden. Noch in der Planungsphase wurde ein landwirtschaftliches Anwesen in der Ortsmitte, bestehend aus Wohnhaus, Hof und Scheune mit Ställen, zum Verkauf angeboten. Die Gemeinde erwarb das Grundstück und die Planung wurde in die neue Richtung gelenkt.
Grundsteinlegung war am 2. Juni 1995. Größtenteils in Eigenleistung durch Eßweiler Bürger wurden die Gebäude zu einem Dorfgemeinschaftshaus umgebaut. Die alte Bausubstanz wurde dabei erhalten und integriert: Das ehemalige Wohnhaus beherbergt nun die Toilettenanlage, mehrere kleinere Veranstaltungsräume, das Sitzungszimmer des Gemeinderates sowie, im alten Gewölbekeller, die Bar. Die Scheune wurde entkernt und enthält den eigentlichen Veranstaltungsraum. Dazwischen wurde ein Neubau errichtet. Er enthält den Eingangsbereich, einen Vorraum sowie den Wirtschaftstrakt mit Küche, Ausschank und Lagerräumen.

## Persönlichkeiten

### Söhne und Töchter der Gemeinde
- Rudolph Schmitt (1900–1993), Klarinettist

### Personen, die vor Ort gewirkt haben
- Hubertus Kilian (1827–1899), Wandermusikant, geboren in Jettenbach, starb in Eßweiler.
- Alexander Ulrich (* 1971), Bundestagsabgeordneter, wuchs in Eßweiler auf.